# Iznogud (serie animada)
Iznogud (Iznogoud) es una serie de televisión animada franco-británica en 52 episodios de 10 minutos dirigida por Bruno Bianchi y basada en la serie de historietas homónima, emitida por primera vez en 1995.

## Reparto
| \| Actor original (Francia) \| Actor de doblaje (España) \| Personaje \| \| ------------------------ \| ------------------------- \| --------------------------- \| \| Gérard Hernandez \| Francisco Garriga \| Iznogud \| \| Henri Guybet \| César Martínez \| Dilat \| \| Luq Hamet \| Jordi Ribes \| El califa Haroum el Poussah \| |                           |                             |
| Actor original (Francia) | Actor de doblaje (España) | Personaje                   |
| Gérard Hernandez | Francisco Garriga         | Iznogud                     |
| Henri Guybet | César Martínez            | Dilat                       |
| Luq Hamet | Jordi Ribes               | El califa Haroum el Poussah |

## Sinopsis
Iznogoud es el Visir de un país del Lejano Oriente. Vivirá mil aventuras con el fin de destruir a su Califa y ocupar su lugar.

## Episodios
1. Le lit escamoteur
2. Chapeau !
3. Le catalogue magique
4. Des astres pour Iznogoud
5. Voyage officiel
6. La marelle maléfique
7. L'élève d'Iznogoud
8. Les yeux gros
9. La machine à remonter le temps
10. Ça grenouille dans le Califat
11. La bonbonne de Gazbutahn
12. Le mystérieux colleur d'affiches
13. Le pique-nique
14. Le sosie
15. Le philtre occidental
16. Le génie
17. La croisière du Calife
18. Le diamant de malheur
19. Les vacances d'été
20. Le terrible doreur
21. Le labyrinthe
22. Magie-fiction
23. Incognito
24. Le dodo fatal
25. Le sceptre du Calife
26. Le défi
27. La flûte à toutous
28. L'île des géants
29. La machine géniale
30. Noirs dessins
31. Scandale au Califat
32. Élections au Califat
33. L'onguent mystérieux
34. Le dissolvant malfaisant
35. Le musée de cire
36. L'invisible menace
37. La miroir au zalouett
38. Le marchand d'oubli
39. La potion du Cheik
40. Sports dans le Califat
41. La chasse au tigre
42. Le talisman du Tartare
43. Conte de fée
44. Les œufs d'Ur
45. Le tapis magique
46. Le chassé-croisé
47. Le jour des fous
48. La boîte à souvenirs
49. La route qui ne va nulle part
50. La tête de turc
51. L'île des souvenirs
52. La figurine magique